# Muscolo flessore radiale del carpo
Il flessore radiale del carpo  è un muscolo posizionato nel primo strato dei muscoli anteriori dell'avambraccio.

## Origine ed inserzione
Il muscolo prende origine dalla epitroclea (epicondilo mediale dell'omero) ed a circa metà dell'avambraccio trapassa in un tendine che va a fissarsi alla base del secondo metacarpale. Esso è mediale al pronatore rotondo e laterale al palmare lungo.
Il muscolo è innervato dal nervo mediano così come la maggior parte dei muscoli flessori del braccio.

## Azione
L'azione principale del muscolo è quella di flettere la mano sull'avambraccio contribuendo anche alla abduzione ed alla pronazione della stessa.